# Jacob Deichman
Jacob Deichman, född 4 juli 1788, död 23 augusti 1853, var en dansk bokförläggare.
Deichman övertog 1809 Søren Gyldendals bokförlag i Köpenhamn, som under Deichmans ledning utvecklades till ett av de största företagen i sitt slag i Norden. Deichman instiftade även 1837 Boghandlerforeningen.